# 健锐营

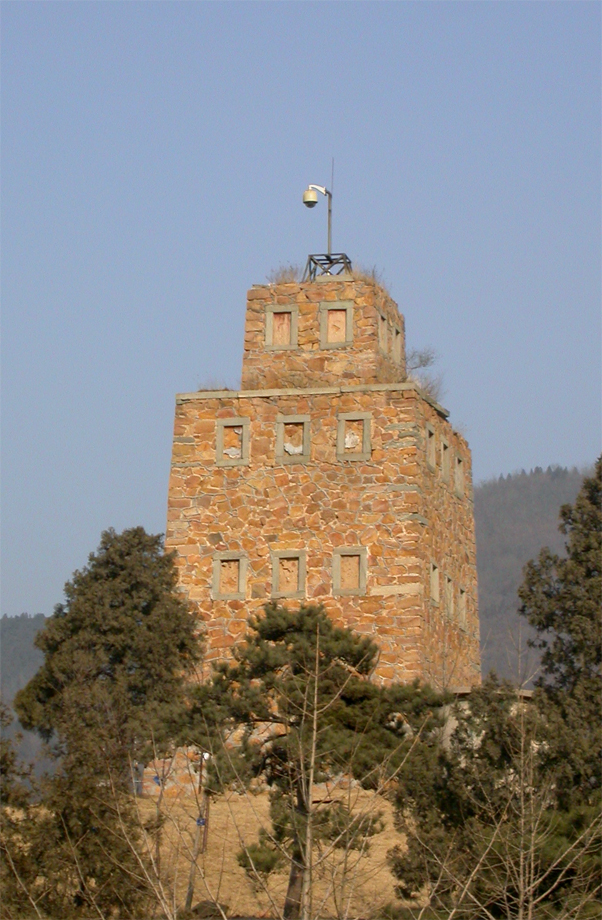
为健锐营训练修筑的碉楼（摄于北京植物园内）

健锐营又称健锐云梯营、飞虎健锐云梯营、香山健锐营或西山健锐营，是清八旗禁卫军中一支具有特种部队性质的部队。健锐营建立于清朝乾隆年间，在平定大金川之战、平定大小和卓之乱、平定台湾林爽文、庄大田起义、库仑之战等战争中发挥了非常重要的作用，健锐营最终于1911年随着清政府及八旗制度的灭亡而消失。健锐营驻地在北京西北香山脚下，常规编制2000人左右，依照旗份分为左右两翼，营内士兵主要由满族子弟构成，此外健锐营编制中还包括一支由大小金川之战中投降的藏族军士及其后裔构成的苗子营。位于北京市海淀区的团城演武厅、北京植物园内的藏式碉堡以及香山山脚下一些以八旗命名的村庄是健锐营留下的遗迹。

## 历史

### 建立
乾隆十二年（1747年）由于四川西部藏族土司间爆发武装冲突，清政府命令四川总督张广泗出兵金川，是为第一次大小金川战争，战争初期，当土司依靠当地传统的碉堡守卫，令清军束手无策，伤亡惨重。乾隆帝遂下令从驻守北京的八旗兵士中选拔优秀者作为云梯兵，针对藏地碉堡的特点进行专门训练。
乾隆十三年300名精锐士兵开始训练，其中上三旗每旗50名，下五旗每旗30名，但是300人的员额远远不能满足征讨金川的需要，不久云梯兵扩军至1000名，後增至3000人。这支云梯部队就是健锐营的前身。
乾隆十四年经过特训的云梯兵开赴金川，不久挑起事端的土司宣告投降，云梯部队被认为是战争获胜的关键而受到乾隆皇帝的特别嘉奖，不久乾隆皇帝颁布诏书指出：“夫已习之艺不可废，已奏之绩不可忘，于是合成功之旅，立为健锐营。”于是云梯部队改编为健锐营，驻扎在香山山脚下，成为清朝禁卫军中一支特殊的部队。

### 屢建战功
健锐营建立后，被视为清军的精锐部队，参与过多次战斗。
乾隆二十二年新疆爆发大小和卓之乱，清军前往镇压，履攻不克，乾隆皇帝遂下令派出健锐营。乾隆二十四年健锐营在呼爾璊之战中以寡敌众，击退了五千余名敌军的围攻，最终平定大小和卓之乱。作为关键之役的首功部队，受到乾隆皇帝嘉奖，更奠定了这只部队在清军中的地位，此后一俟发生类似时间，清政府常首先派出健锐营。
乾隆三十年缅甸侵犯云南边境九龙江，清政府下令云贵总督刘藻等迎击，军事进展不利,乾隆三十二年乾隆皇帝改派健锐营总理大臣明瑞为云贵总督，遣健锐营入滇，乾隆三十四年缅王乞降。
乾隆三十六年四川大小金川地区再次爆发土司战争，乾隆皇帝派出健锐营和火器营前往平叛，是为第二次大小金川之役。乾隆四十一年平定兩小金川，此后清政府在中国西南实行改土归流政策，以任命制的流官取代世袭的土司，消除了再次发生武装冲突的土壤。
乾隆四十九年甘肃回族起义，乾隆立即下诏派出健锐营，但在健锐营到达之前，起义便被地方部队平息。
乾隆五十二年台湾天地会首领林爽文率众起义，福建驻军奉命渡海镇压，但数月之间徒有伤亡军事上好无进展，不久乾隆皇帝下诏派出健锐营，当年十一月健锐营抵达台湾，次年正月平定林爽文起义军，一个月后平定庄大田起义军，在两个月时间内彻底平定台湾天地会起义，受到乾隆嘉奖。
乾隆五十六年廓尔喀进兵西藏，一度攻至日喀则一线，乾隆五十七年健锐营奉命前往迎敌，军队自青海入藏，六战六捷，平定廓爾喀。同年八月班师回京，受到乾隆皇帝的嘉奖。
嘉庆元年湖北地区白莲教教徒起义，川陕教徒相应，清政府遂派出军队镇压，战争延续9年至嘉庆九年方始平息，健锐营从一开始便被派遣至湖北、川陕直到战争结束，累计死伤超过400人，其中高级将领8名，健锐营因作战勇猛而受到嘉奖。

### 衰落与消亡
由于八旗制度所限，健锐营也实行八旗子弟世袭的制度，健锐营的子弟在成年之后经过一定的选拔便可以成为营中士兵，这使得创建初期由精锐之士组成的健锐营在形成一定编制之后逐渐失去最初的战斗力而归于平庸。旗民与官兵中，懒惰骄奢之风弥漫，军事训练荒废，道光皇帝曾经下旨申斥健锐营：“健锐火器两营，操练本属认真，遇事并能得力，然近日风气，亦不逮从前远甚”
1860年第二次鸦片战争爆发，英法联军进攻北京，健锐营作为京畿守卫部队的精锐之师参与京师保卫战，伤亡惨重，最终惨败。健锐营正白旗全体官兵除一名前锋参领外全部阵亡。
同治年间，健锐营被调往江南参与剿灭太平天国和捻军的战斗，在整个战争中，健锐营不复当年之勇，仅有一成左右官兵活着返回北京。
1898年，健锐营由反对变法的刚毅掌管。
1900年8月14日八国联军进攻北京，健锐营奉命进城增援守军，官兵在地安门与进城的日军展开激战，一定程度上延缓了联军的进展，为慈禧太后的逃亡争取了时间，这是健锐营最后一次执行战斗任务。
光绪年间尚有官兵4136人，连同家眷共1.5万人。光绪末年，清军开始效法西方改革军制，废除八旗兴建新军，健锐营青壮年子弟大部分都应召进入西苑北苑的新军军营，健锐营内留下的都是老幼妇孺，营内日常的军事操练也逐渐停止了，最终八个旗份蜕变为八个村庄，翼长参领等军事官员蜕变为行政官员。
1912年辛亥革命爆发，清帝逊位，根据《清室优待条件》的规定，八旗禁卫军归民国政府改编，但是这一条款最终没有落实，健锐营子弟纷纷变卖房产各求生路，健锐营作为一个军事单位彻底消失。

## 编制与军事训练
健锐营依照八旗旗份分为左右两翼，左翼为镶黄、正白、镶白、正蓝四旗，右翼为正黄、正红、镶红、镶蓝四旗。健锐营设掌印大臣，人数不定，由在京的王公大臣担任。掌印大臣之下设立翼长两名，分掌左右两翼；翼长下设参领八名，掌管各旗；旗内设前锋校十余名，其作用类似现代军队中的排长，是最低级别的军官。健锐营的士兵称前锋，除了前锋还有委前锋，相当于后备军；在正规军之外，旗内少年还会组成养育兵，超过一定年龄的健锐营子弟经过选拔可以加入养育兵，成年后的养育兵可以应考委前锋，成为健锐营的正式士兵。
健锐营的军事训练与其他清军部队相比较有特色，包括一些特殊的项目。其日常训练内容有：架梯蹬楼、火枪射击、马术、骑射、骑马竞速、水师训练等。
架梯蹬楼是健锐营赖以起家的技术，在香山山脚下的健锐营驻地至今仍然矗立着若干座高大的石质碉堡，这是第一次大小金川战争期间为训练健锐营官兵特别建筑的。蹬楼训练中，部分士兵负责搭架和保护云梯，部分士兵则蹬梯上楼，并与楼上守军展开战斗。
火枪射击是健锐营建立时就有的训练项目，训练以射准为目的，早期射击训练使用土枪，1900年之后，各营配备了排枪、马枪等新式枪械。
骑射是满族非常重视的军事技能，包括骑马射箭和射枪，训练中士兵骑马从团城东侧进入演武场，向城南的靶心射击。
马术训练是一些马上技巧，如马背倒立、镫里藏身、左右跨马等，这些技术被认为可以展示娴熟马术而一直为八旗军队所重视。
健锐营下还设有船营，是清军中的水师，这支水上部队每年都会在颐和园的昆明湖上为皇室和大臣们表演水战技术。
- 番子營，設番子佐領一員，撥什庫四人，大小金川戰役擄來的少數民族，多充作樂工。

- 養育兵八百三十三人。

## 遗迹
健锐营的营房于乾隆年间分四次建成，共9338间，不具有如鸟儿两翼，由静宜园宫门两侧向东、向南延伸。健锐营消失后，遗留下很多遗迹，包括团城演武厅、碉楼、营盘、御制碑等。
团城演武厅是专为乾隆皇帝检阅健锐营部队而修筑的一座小型城池，城池平面略呈椭圆型，南北两侧开有两座城门，门上建有绿瓦重檐歇山屋顶的城楼，南侧城楼5开间，北侧城楼3开间。城内东西两侧建有配房和马道，南城门外有演武厅。
碉楼分布于香山山麓，是由大小金川之战俘获的藏族俘虏依照四川藏族聚居地的碉楼建筑的，不同于藏地的碉楼，健锐营的碉楼造型比较简单，建筑平面只有四边形一种形式。整个香山地区共有碉楼68座，其中三层碉楼42座，四层碉楼24座，五层碉楼2座，平均高度约在10到15米之间，现在仅遗剩11座。
乾隆皇帝为了表彰健锐营的战功，在香山健锐营驻地旁的实胜寺留下数统御制碑，碑或拓片存留至今的包括敕建实胜寺碑记、实胜寺后记、实胜寺诗刻等。敕建实胜寺碑记又称前记，碑文记录了健锐营在第一次大小金川战争中的功绩；实胜寺后记又称后记，记载了健锐营平定大小和卓之战的战功；实胜寺诗刻则记载了健锐营剿灭台湾林爽文起义的战功，这些碑文成为研究健锐营历史和清朝军制的珍贵史料。现实胜寺建筑已无存，旧址为北京军区占据。实胜寺碑亭现存于团城演武厅附近。